# Святая Милдрит
Святая Мильдрит (Мильдрита, Мильдреда, Мильдтрита, Мильреда; др.-англ. Mildþrȳð; fl. 694—716/733) — англосаксонская аббатиса VIII века, настоятельница монастыря Минстер-на-Танете. Канонизирована, мощи перевезены в Кентербери. День памяти — 13 июля.

## Биография
Милдрит принадлежала к роду Иклингов и была дочерью короля Меревала, правителя зависимого от Мерсии Магонсета, и Эббы, внучки короля Кента Этельберта I.
Её сестрами были Мильбурга из Уэнлока и Милдгита, которые также считались святыми. Милдрит и её семья фигурирует в Кентской королевской легенде (также известной как «Легенда о Милдрит»). Госселин в XI веке написал житие Милдрит (лат. «Vita Mildrethae»). «Nova Legenda Anglie» 1516 года даёт её подробное жизнеописание.
Семья матери Милдрит имела тесные связи с меровингскими правителями Галлии, где Милдрит получила образование в престижном Шелльском аббатстве. Она постриглась в монахини в аббатстве Минстер-на-Танете, которое основала её мать, и стала там аббатисой в 694 году. В Па-де-Кале существует целый ряд церквей, посвящённых Милдрит, в том числе и Миллам, что позволяет предположить её продолжавшуюся связь с Галлией. Милдрит умерла в Минстер-на-Танете после 732 года и была похоронена в монастырской церкви Святой Марии.